# Голіцинська Олена Гнатівна
Оле́на Гна́тівна Голіци́нська (до шлюбу Рокитянська, нар. 29 грудня 1899, Ізюм, Харківщина — пом. 25 березня 1978, Ірвінгтон, Нью-Джерсі, США) — українська театральна акторка. 

## Життєпис
Донька Ганни Борисоглібської. Дитячі роки провела в Петрограді, а згодом у Києві, де виховувалась в пансіоні графині Левашової.
Дитиною бувала в Театрі Миколи Садовського, де на сцені виступала мати. Під випливом побаченого зі шкільними товаришами влаштовувала імпровізовані українські вистави, за що її ледве не вигнали з українофобного пансіонату.
В 17 закінчила Фундуклеївську гімназію і поїхала в Одесу, мріючи про сцену і артистичну славу.
Закінчила Київську музично-драматичну школу М. Лисенка.
1918 — акторка Молодого театру Леся Курбаса у Києві.
1920—1923 — працює у Театрі товариства «Українська Бесіда» у Львові.
1941—1944 — виступає у Львівському оперному театрі.
Як гостя виступала на сцені «Березоля» на запрошення Леся Курбаса (1927), Українського народного театру ім. І. Тобілевича (1930) і Театру ім. І. Котляревського у Львові (1938).
«В її репертуарі — героїчні ролі, зокрема у п'єсах В. Винниченка, Г. Ібсена, Ж.-Б. Мольєра. Також грала в класичних оперетах Й. Штраусса і Ф. Легара».
Була одружена з Є. Голіцинським, українським дипломатом, очільником дипломатичної місії УНР у США, в Естонії та Латвії. Весільним боярином був Лесь Курбас. Другим шлюбом — з інженером Є. Брилинським, викладачем і господарем ліцейного маєтку.
Емігрувала до США. Понад 20 років боролась з недугами, майже забута прихильниками. «Єдина невідступна розрадниця» племінниця Валя Калин полегшувала тітці і колишній опікунці болісні дні.
Померла в м. Ірвінгтон 25 березня 1978 року. Похована на цвинтарі св. Духа St. Betlehem у місті Істон, штат Пенсільванія.

## Ролі
- Другий учень («У пущі» Л. Українки, Молодий театр Леся Курбаса)
- Ангел («Різдвяний вертеп», Молодий театр)
- Марися («Молодість» Макса Гальбе, Молодий театр)
- Юм-Юм (оперета «Мікадо» А. Саллівана)
- Ілона («Циганське кохання» Ф. Легара)
- Теа Ельвстед («Гедда Габлер» Г. Ібсена)
- Нора («Нора», переклад А. Крушельницького «Лялькового дому» Г. Ібсена)
- Райна («Шоколадний воячок» (Людина і зброя) Б. Шоу)
- Марія Антонівна («Ревізор» М. Гоголя)
- Розі («Бій метеликів» Г. Зудермана)
- Бесса («Міс Гоббс», Джером К. Джером)